# 3D displej

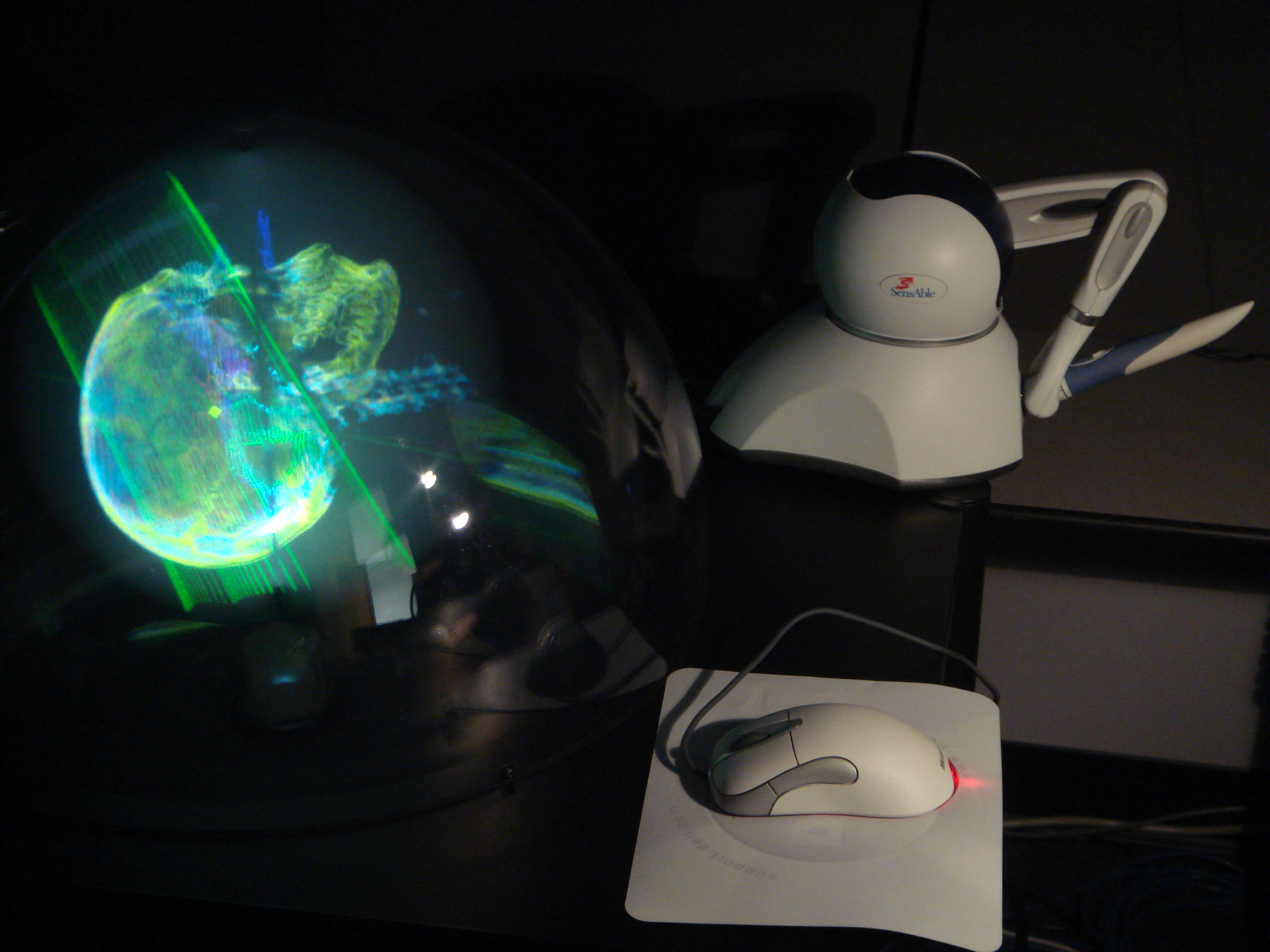
3D volumetrický displej

3D displej (3D = 3-dimensional, trojrozměrný) je zobrazovací zařízení , které poskytuje hloubkové vnímání s hloubkovým fyziologickým vjemem. Schopnost vytvářet prostorový vjem se nazývá stereopse. Tato schopnost některým lidem chybí.

## Druhy 3D displejů
Základní rozlišení 3D displejů je na stereoskopické (vyžadují brýle) a autostereoskopické (nevyžadují brýle)
Displej stereoskopický je 3D displej, který poskytuje binokulární paralaxu. Rozlišují se:
- displeje s časově prokládanými obrazy, které vyžadují aktivní brýle (s časovou uzávěrkou na pravé a levé oko);
- displeje s přepínatelným polarizátorem před (LCD) panelem, s časově prokládanými obrazy, které vyžadují pasivní brýle (s lineární nebo kruhovou polarizací);
- displeje s prostorově prokládanými obrazy, které vyžadují pasivní brýle (s lineární nebo kruhovou polarizací).

Displej autostereoskopický je stereoskopický displej, který nevyžaduje žádné vizuální (pohledové) pomůcky. Rozlišují se:
- displeje se dvěma pohledy,
- displeje s více pohledy,
- displeje s integrálním zobrazením,
- displeje volumetrické,
- displeje holografické.[2]

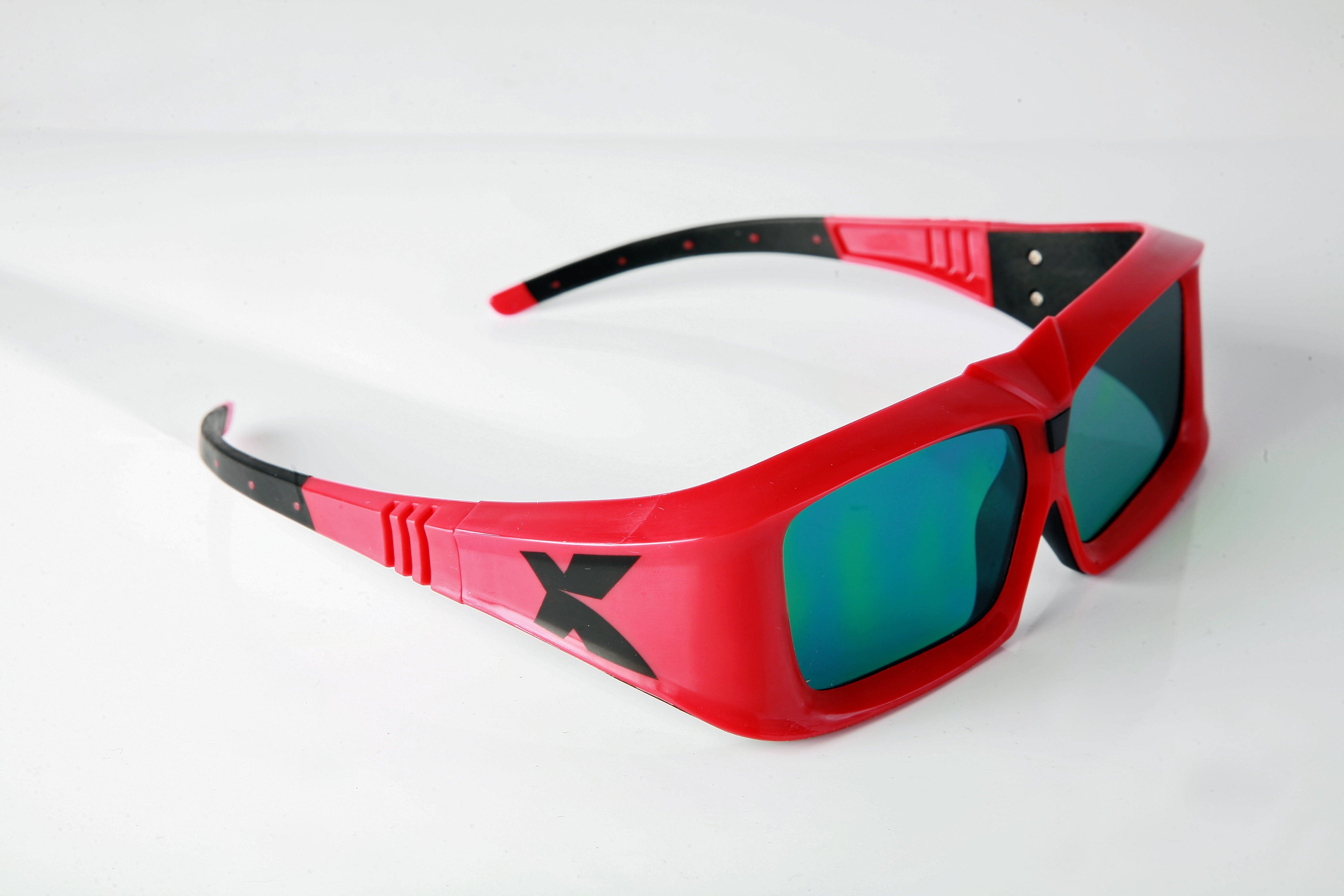
Aktivní brýle (firmy XpanD) s LCD závěrkami.

Displej volumetrický je autostereoskopický displej, který vytváří sadu obrazových bodů rozložených v prostoru.
Displej holografický je zatím obvykle statický: hologram vytvořený na válcový film umožňuje např. 3D holografickou projekci, kterou lze pozorovat ze všech úhlů; využívá se v muzeích k prezentaci drahých objektů atp..
Vizuální pomůcky jsou např.:

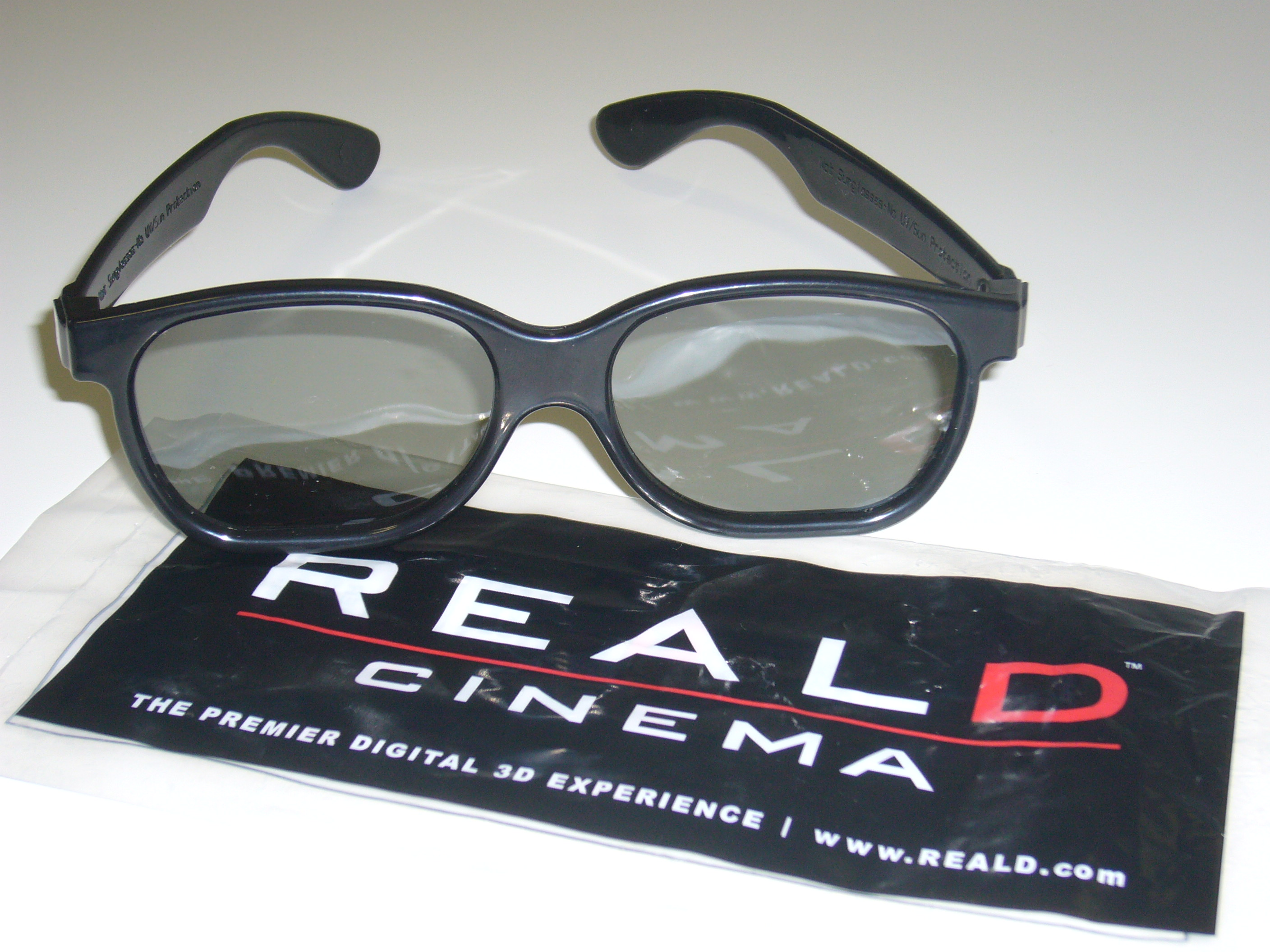
Pasivní brýle s polarizačním filtrem

- Aktivní brýle pro stereoskopické displeje jsou brýle, jejichž levá a pravá „čočka“ mění své optické charakteristiky synchronně se zobrazovanou posloupností obrazů na stereoskopickém displeji. Připojení synchronizace pro 3D systémy s aktivní uzávěrkou může být drátové nebo bezdrátové.
- Pasivní brýle pro stereoskopické displeje jsou brýle, jejichž levé a pravé „čočky“ mají komplementární, avšak neměnné optické charakteristiky, např. opačnou polarizaci (lineární nebo kruhovou).
- Stereoskopické displeje umístěné na hlavě.

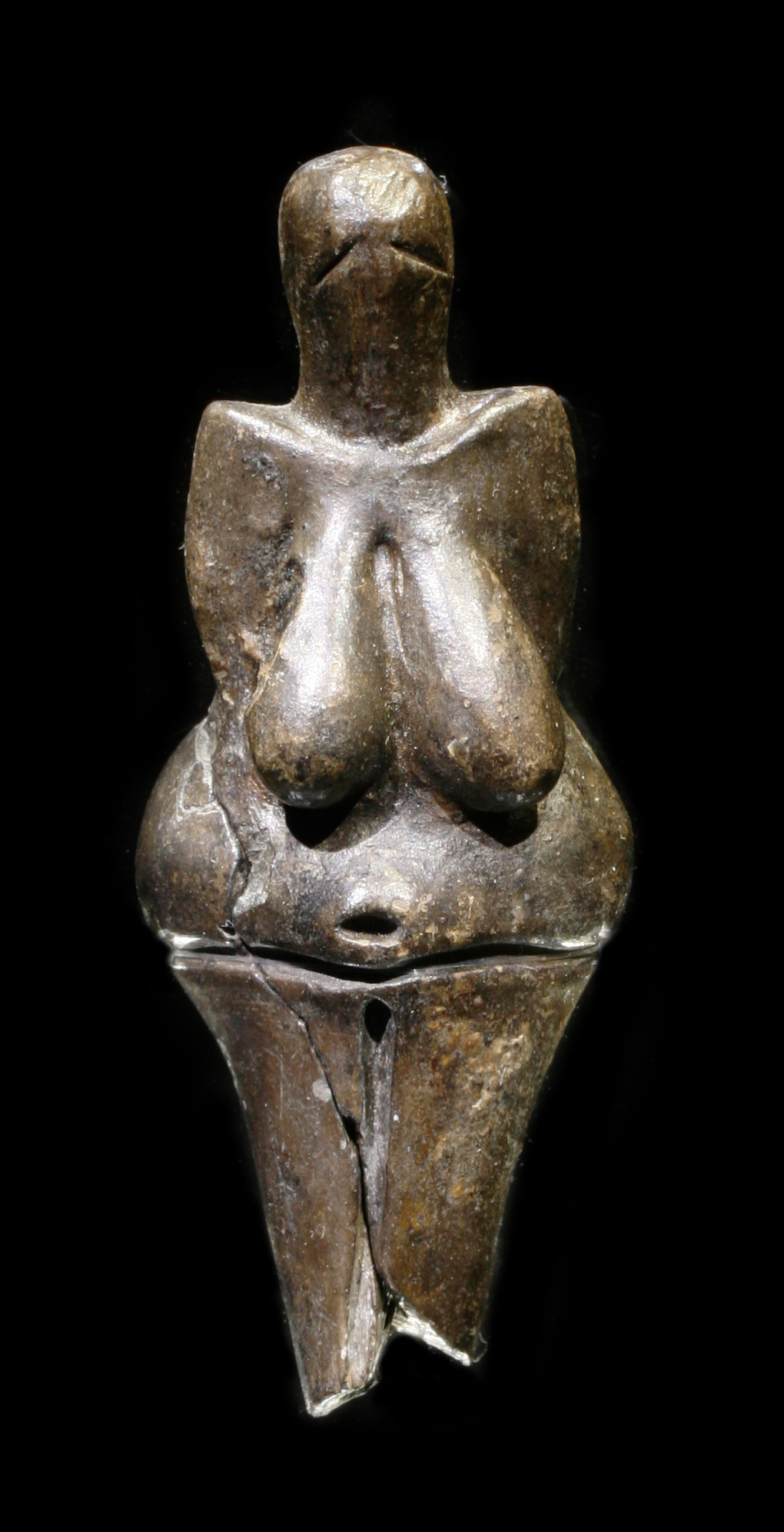
"Věstonická Venuše" má zde funkce: reálný objekt, obraz, pohled a vjem

Objekt, obraz, pohled a vjem jsou termíny definováné v [1]. Jednoduché příklady:
- objekt reálný (např. Věstonická Venuše);
- obraz stereoskopický – dvojice obrazů s paralaxou, které jsou zobrazeny na stereoskopickém displeji;
- obraz monokulární – jedna část stereoskopického obrazu;
- pohled stereoskopický je dvojice pohledů, kterou poskytuje stereoskopický displej vyvolávající prostorové vidění (informace vstupující do oka návštěvníka muzea)
- pohled monokulární je jedna část stereoskopického pohledu;
- vjem je obraz vnímaný v mysli (návštěvníka muzea).

Paralaxa je úhel, který svírají přímky vedené ze dvou různých míst (očí) v prostoru k pozorovanému bodu.